# Riu Saguenay
El riu Saguenay (en francès: Rivière Saguenay, en anglès: Saguenay River) és un riu del Quebec, al sud-est del Canadà, afluent del marge esquerre del curs inferior del riu Sant Llorenç.
El Saguenay discorre completament per la província de Quebec, per la seva part sud. El riu neix nominalment al llac Saint-Jean (1003 km²) i desemboca al riu Sant Llorenç a la ciutat de Tadoussac, al nord de la ciutat de Quebec. Discorre en direcció sud-est i descendeix per una cascada de 90 m en un cabal turbulent en el primer terç dels seus 160 km de trajecte.
Les seves riberes són al llarg del seu recorregut alts penya-segats d'entre 300 i 550 m d'altitud. El riu és famós pel seu paisatge, essent un lloc popular d'activitats recreatives.
El 1983 es va crear el parc nacional del Sanguenay (Parc national du Saguenay) de 283,60 km², a la zona de la desembocadura.